# SimplyCity
 (avril 2012).
SimplyCity est une gamme de véhicules électriques lancée en novembre 2009 en Poitou-Charentes. C'est également une marque déposée par son constructeur, Eco&Mobilité, implantée à Mazerolles (Vienne).
Cette gamme se compose de quatre utilitaires 100 % électriques, d'un véhicule de tourisme à quatre places, d'un triporteur électrique sans permis, d'un vélo à assistance électrique et d'une vélo-station.
La société a été liquidée en 2012.

## Historique
La gamme est conçue dans la Vienne par la Société Eco & Mobilité implantée à Chauvigny, société créée par Eric Llinares, aidée par la Région Poitou-Charentes sous l'impulsion de Ségolène Royal. Le premier véhicule sort des ateliers en 2007 ; s'ensuit deux années de développement.

## Caractéristiques de la gamme
La gamme est de type quadricyle lourd accessible aux voies rapides. Nécessitant un permis B1 ou A, les véhicules électriques de la gamme SimplyCity sont destinés aux déplacements de proximité.
Le véhicule SimplyCity repose sur un châssis aluminium. Les batteries, au plomb, d'une puissance de 48V/260A, lui permettent une autonomie de 60 km avec une vitesse maximale de 80 km/h. La motorisation développe 8 kW. Le véhicule se recharge sur une prise domestique. La carrosserie est en matériaux recyclés ou recyclables, notamment la fibre de chanvre.
Depuis juillet 2011, la société Eco&Mobilité assure la production des utilitaires SimplyCity et du véhicule quatre places, SimplyCity Sun sur son site industriel de Mazerolles.

### Utilitaires électriques 2 places SimplyCity

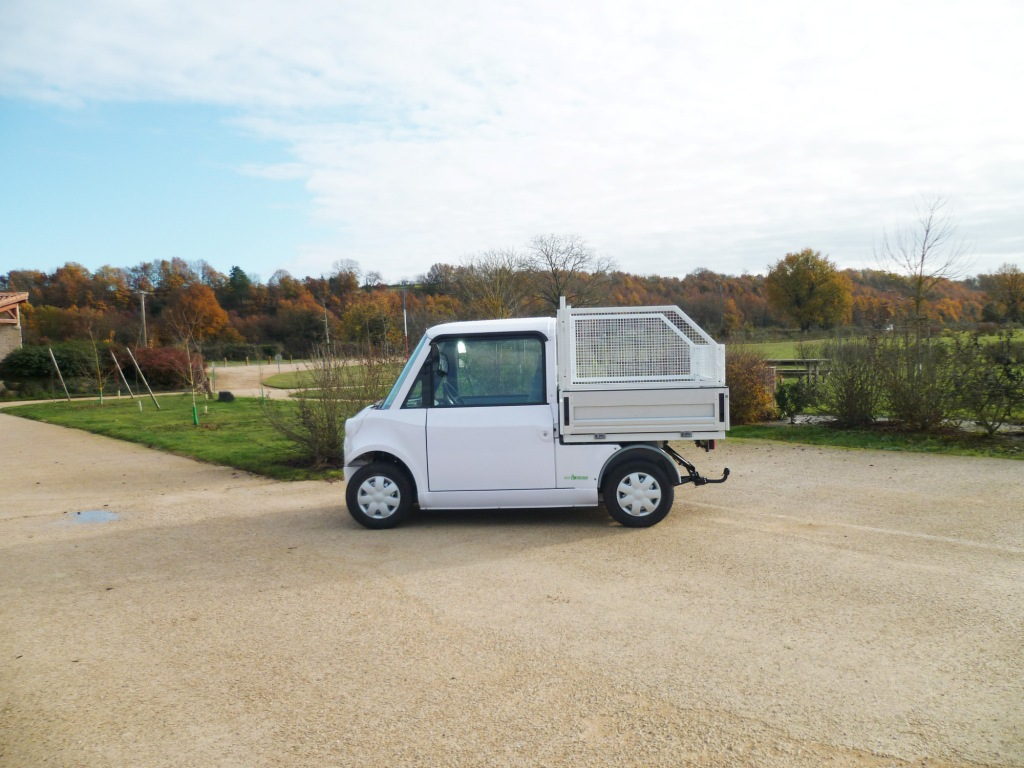
Le véhicule électrique Benne Basculante SimplyCity

Les utilitaires électriques de la gamme se déclinent en versions pick-up, fourgon, isotherme, benne basculante.

### Cabriolet électrique 4 places SimplyCity Sun

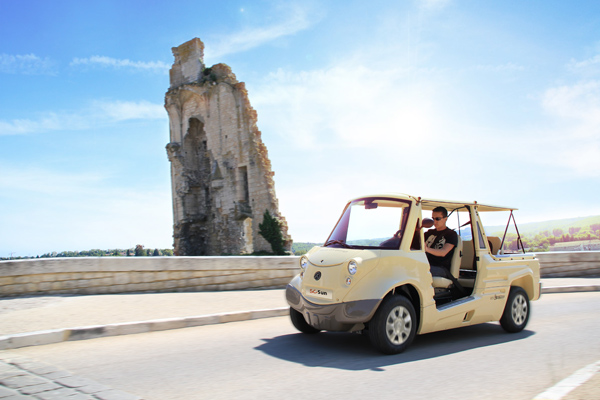
Le Cabriolet SUN SimplyCity

Le cabriolet électrique SimplyCity Sun dispose de quatre places avec une banquette arrière rabattable. Ce cabriolet électrique est conçu pour les activités de plein air et de loisirs (balades, circuits touristiques, campings, parcs d’attractions…) Son coût d’utilisation est estimé à 1 euro aux 100 km.

### Triporteur électrique sans permis SimplyCity

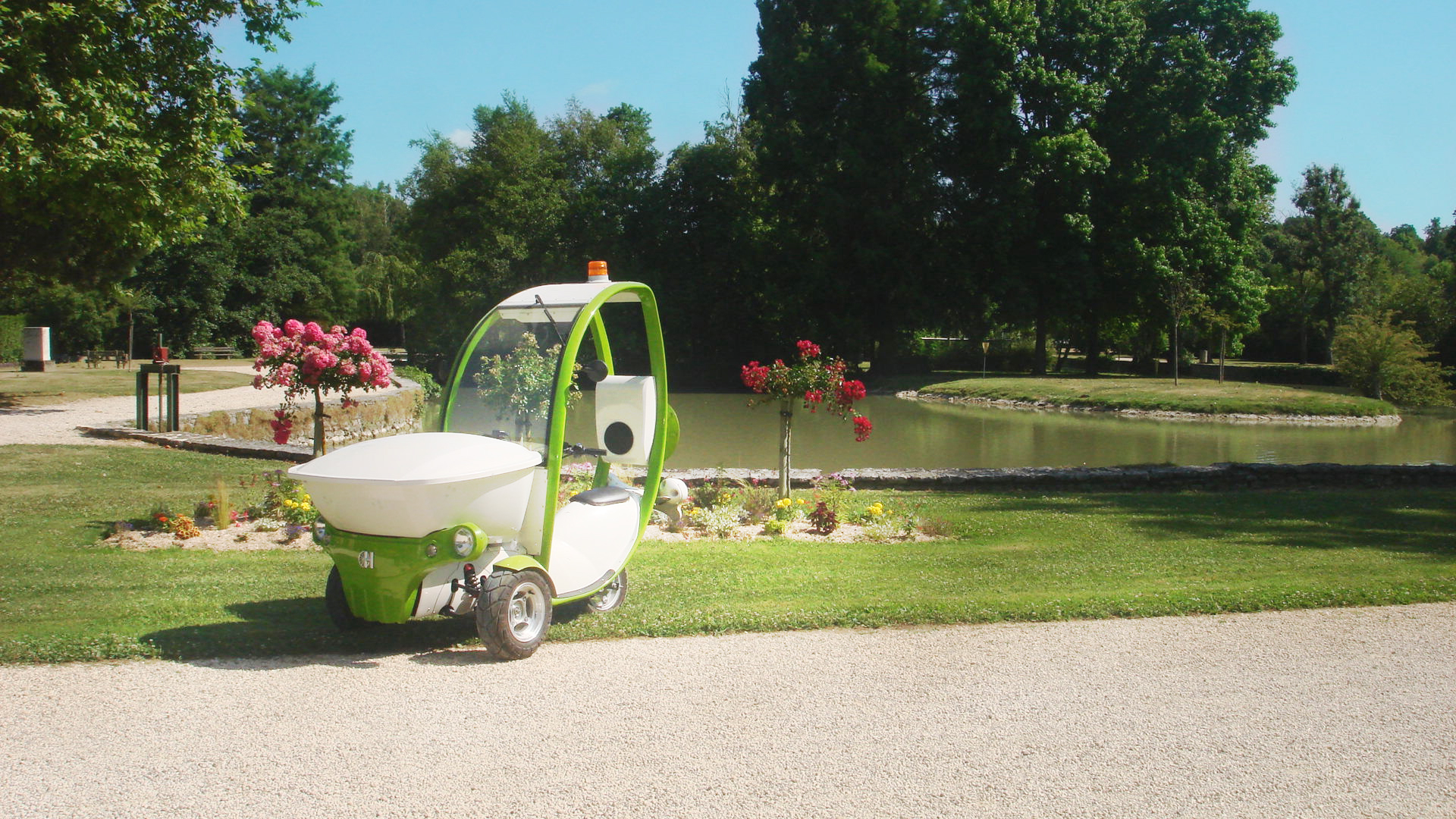
Triporteur électrique SimplyCity sans permis.

Le triporteur électrique SimplyCity se conduit sans permis avec une vitesse maximale de 25 km/h et une autonomie de 35 km. Il ne permet que des applications de proximité (interventions silencieuses dans les parcs animaliers, entretien d’espaces verts...)